# Phyllodromica galilaeana
Phyllodromica galilaeana är en kackerlacksart som beskrevs av Bei-Bienko 1969. Phyllodromica galilaeana ingår i släktet Phyllodromica och familjen småkackerlackor.
Artens utbredningsområde är Israel. Inga underarter finns listade i Catalogue of Life.